# ヴァーモシュジェルク - ジェンジェシュ線
ヴァーモシュジェルク - ジェンジェシュ線（ハンガリー語;Vámosgyörk–Gyöngyös-vasútvonal）は、ハンガリー国鉄の鉄道線の名称である。路線番号は85。

## 運行形態[1]
2時間に1本の運行。キテーレージャールは通過列車もあり、特に午前中は6時間停車しない。

### 快速(IR)
- マートラ号（IR85系統）：　ブダペスト - ヴァーモシュジェルク - ジェンジェシュ
1時間に1本の運行。ヴァーモシュジェルク以北は87号線に直通する。キテーレージャールは夜間停車しない。
2023年度より運行を開始した。

### 普通(Sz)
- ブダペスト、ハトヴァン - ヴァーモシュジェルク - ジェンジェシュ
一日1往復、早朝の北行と深夜の南行の運行。深夜の列車はキテーレージャールを通過する。
2022年度以前は2時間に1本の運行で、全てヴァーモシュジェルク以北のみの運行であった。キテーレージャールは午前中にも6時間停車しない時間帯があった。

## 駅一覧
以下では、ハンガリー国鉄85号線の駅と営業キロ、停車列車、接続路線などを一覧表で示す。
- 種別
  - IR：快速
  - Sz：普通
- 停車駅
  - ■印：全列車停車
  - ●印：大部分停車、一部通過
  - ｜印：全列車通過

| 路線名 | 駅名                     | 駅間営業キロ | 累計営業キロ | IR | Sz | 接続路線                                                            | 所在地       | 所在地           |
| ------ | ------------------------ | ------------ | ------------ | -- | -- | ------------------------------------------------------------------- | ------------ | ---------------- |
| 86     | ヴァーモシュジェルク駅   | -            | 0            | ■  | ■  | 80号線（フュゼシャボニ方面、ブダペスト方面） 86号線（ソルノク方面） | ヘヴェシュ県 | ジェンジェシュ郡 |
| 86     | ジェンジェシュハラース駅 | 9            | 9            | ■  | ■  |                                                                     | ヘヴェシュ県 | ジェンジェシュ郡 |
| 86     | キテーレージャール駅     | 2            | 11           | ●  | ●  |                                                                     | ヘヴェシュ県 | ジェンジェシュ郡 |
| 86     | ジェンジェシュ駅         | 2            | 13           | ■  | ■  |                                                                     | ヘヴェシュ県 | ジェンジェシュ郡 |